# Expedia
Expedia (NASDAQ : EXPE) est une société américaine basée à Seattle, Washington exploitant plusieurs agences de voyages en ligne incluant Expedia.com, Hotels.com, Hotwire.com, Egencia (anciennement Expedia Corporate Travel), Venere, Expedia Local Expert, Vrbo, Abritel, Classic Vacations et eLong. Expedia exploite plus de 90 marques de points de vente dans plus de 60 pays. Expedia opère également des réservations de voyage pour un certain nombre de sociétés aériennes et d'hôtels, de marques grand public, de sites web à fort trafic, et de milliers d'affiliés actifs par le biais d'Expedia Affiliate Network. La société fait partie des deux indices boursiers S&P 500.

## Histoire

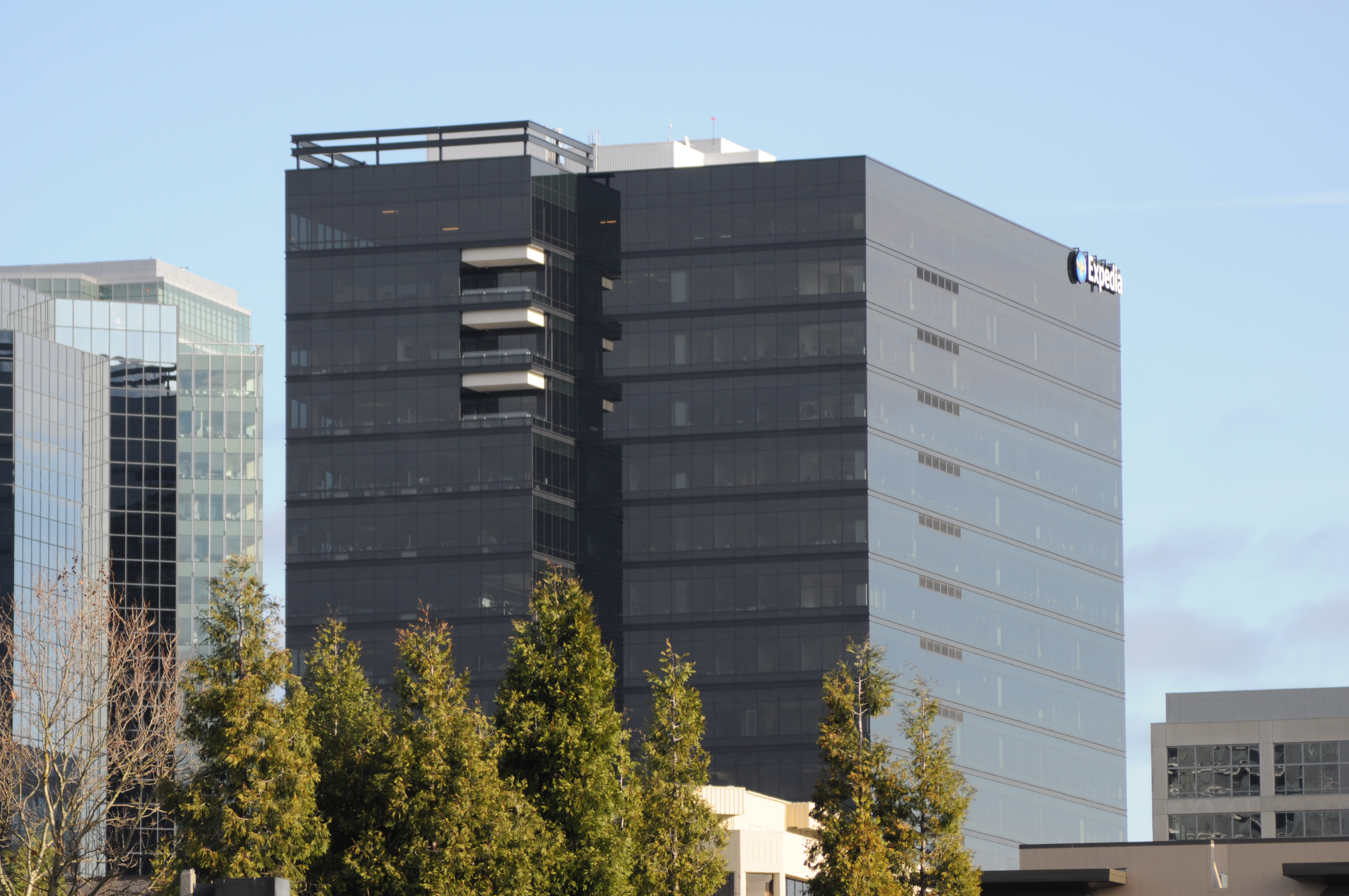
Le siège d'Expedia

Fondée en tant que filiale de Microsoft en 1996, Expedia a été scindée en 1999. La première acquisition d'Expedia est celle de Travelscape pour 89,75 millions de dollars et de VacationSpot.com pour 80 millions de dollars le 17 mars 2000. 
Le 31 décembre 2000, Technology Crossover Ventures acquiert une participation minoritaire de 7 % d'Expedia pour 50 millions $. USA Networks acquiert une participation majoritaire de 65 % de la société le 5 février 2002, pour 1,372 milliard. (TicketMaster a changé son nom pour USA Networks en 2001 puis InterActiveCorp en 2003). Un an plus tard, le 8 août 2003, USA Interactive fait l'acquisition d'Expedia pour 3,636 milliards $.
Expedia fera par la suite l'acquisition Classic Custom Vacations en mars 2002 pour 78 millions $. La société a réalisé la plupart de ses acquisitions en 2002, lorsqu'elle a acquis trois sociétés : Classic Custom Vacations, Metropolitan Travel, et Newtrade Technologies. La société fait quatre cessions, dans lesquelles les parts de l'entreprise ont été vendues à une autre société.
IAC a détaché son groupe d'agences de voyages sous le nom d'Expedia en août 2005, incluant Expedia, Expedia Corporate Travel (désormais Egencia), TripAdvisor, Classic Vacations, eLong, Hotels.com, et Hotwire.com pour une valeur de 7,981 milliards $. En décembre 2011, Expedia finalise sa scission avec TripAdvisor Media Group qui devient TripAdvisor, société indépendante cotée au NASDAQ.
En juin 2014, Expedia acquiert l'entreprise française Auto Escape, mettant en concurrent les loueurs de véhicules, pour un montant inconnu. En février 2015, Expedia acquiert Orbitz Worldwide pour 1,38 milliard de dollars .
En mai 2015, Expedia vend sa filiale eLong à Ctrip.com pour 671 millions de dollars. En novembre 2015, Expedia acquiert HomeAway, une entreprise de location de courte durée de biens immobiliers, pour 3,9 milliards de dollars.

### Acquisitions
| Date            | société                  | Secteur                            | Pays       | Valeur (USD) | Références |
| --------------- | ------------------------ | ---------------------------------- | ---------- | ------------ | ---------- |
| 17 mars 2003    | Travelscape              | Fournisseur de services Internet   | États-Unis | 89 750 000 $ | [ 8 ]      |
| 17 mars 2001    | Vacationspot             | Fournisseur de services Internet   | États-Unis | 70 850 000 $ | [ 9 ]      |
| 11 mars 2002    | Classic Custom Vacations | Agence de voyage                   | États-Unis | 78 000 000 $ | [ 10 ]     |
| 11 juillet 2002 | Metropolitan Travel      | Agence de voyage                   | États-Unis | —            | [ 11 ]     |
| 28 octobre 2002 | Newtrade Technologies    | Logiciel de réservation            | Canada     | —            | [ 12 ]     |
| 5 avril 2004    | Activity World           | Voyage et tourisme                 | États-Unis | —            | [ 13 ]     |
| 12 avril 2004   | Egencia                  | Agence de voyages                  | France     | —            | [ 14 ]     |
| 18 octobre 2010 | Mobiata                  | Développeur d'applications mobiles | États-Unis | —            | [ 15 ]     |
| 27 avril 2012   | VIA Travel               | Agence de voyages d'affaires       | Norvège    | —            | [ 16 ]     |
| 2013            | Trivago                  | Agrégateur                         | Allemagne  | —            | —          |
| 7 juillet 2014  | Wotif                    | Agence de voyages                  | Australie  | —            | [ 16 ]     |

## Emplacement
Expedia possède son siège social dans le centre-ville de Bellevue, Washington, dans l'Expedia Building (en). Expedia occupe les étages 2 à 17 (et une partie du 19e) de l'immeuble de 19 étages, dont la construction a été terminée en 2008. Initialement, il a été spéculé que Google souhaitait occuper la plupart de l'immeuble, mais un accident de grue en 2006 ayant entraîné des retards, ce dernier s'est finalement retiré du projet.

## Groupe

### Administration
- Peter Kern : CEO
- Victor A. Kaufman: Vice-président
- Barry Diller: Président et Président-directeur général

#### Direction
- Axel Alves, Expedia Worldwide

### Marques Classic Vacations
- eLong.com
- Egencia (anciennement Expedia Corporate Travel)
- Expedia
- Expedia Affiliate Network
- Expedia Local Expert
- Hotels.com
- Hotwire Group
- Venere.com
- trivago
- Wotif Group
- travelocity
- ClassicVacations
- CarRentals.com
- Home Away
- Orbitz

## Actionnaires
Liste des principaux actionnaires au 13 novembre 2021 :
| Nom                                              | %      |
| The Vanguard Group                               | 9,74 % |
| D1 Capital Partners (en)                         | 5,19 % |
| Melvin Capital (en) Management                   | 4,28 % |
| Capital Research & Management                    | 4,22 % |
| Artisan Partners                                 | 4,10 % |
| SSgA Funds Management                            | 3,79 % |
| Lone Pine Capital (en)                           | 3,20 % |
| T. Rowe Price Associates (Investment Management) | 3,15 % |
| Pennant Capital Management                       | 2,70 % |
| PAR Capital Management                           | 2,64 % |

## Lobbying

### Aux États-Unis
Selon le Center for Responsive Politics, les dépenses de lobbying d'Expedia Group aux États-Unis s'élèvent en 2018 à 1 370 000 dollars.

### Auprès des institutions de l'Union européenne
Expedia Group est inscrit depuis 2017 au registre de transparence des représentants d'intérêts auprès de la Commission européenne, et déclare en 2017 pour cette activité des dépenses annuelles d'un montant compris entre 400 000 et 500 000 euros.

### En France
Expedia Group déclare à la Haute Autorité pour la transparence de la vie publique exercer des activités de lobbying en France pour un montant qui n'excède pas 300 000 euros sur l'année 2018.[réf. nécessaire]

## Condamnation

### Poursuite sur les taxes de vente en Caroline du Sud
Le 18 janvier 2011, Travelscape, une filiale d'Expedia basée à Las Vegas, a été condamnée à payer 6,3 millions de dollars en taxes de vente à la Caroline du Sud par la Cour suprême de l'État (en). Travelscape a déclaré pour sa défense que les efforts de la Caroline du Sud pour taxer les vendeurs en ligne situés hors de l'État violent la Dormant Commerce Clause (en). Dans un jugement unanime, la Cour a déterminé que la société avait une présence suffisante dans l'État pour qu'il puisse percevoir la taxe de vente. Bien que Travelscape ne dispose pas d'installations physiques en Caroline du Sud, la Cour a déterminé que les ventes de voyages fréquentes réalisées par ses employés et le fait que l'entreprise a meublé des chambres d'hôtel dans l'État suffisaient à établir sa présence à des fins fiscales

### Condamnation pour pratique commerciale douteuse en France
Le 4 octobre 2011, trois sites du groupe à l'époque (Expedia, TripAdvisor et Hotels.com) ainsi que la maison mère sont condamnés à payer solidairement 427 000 € de dommages et intérêts au Syndicat National des Hôteliers, Restaurateurs, Cafetiers et Traiteurs (Synhorcat) et deux hôtels français. 
Cette condamnation fait suite à une plainte déposée en novembre 2010 par le Synhorcat. Appuyé par la Direction Générale de la Concurrence de la Consommation et de la Répression des Fraudes (DGCCRF) le représentant de la profession hôtelière accusait Expedia de concurrence déloyale, dénonçait un mélange des genres entre TripAdvisor qui recueille les avis de consommateurs et Hotels.com qui est un site de réservation. Il était reproché à Hotels.com d'indiquer que les hôtels étaient complets alors que c'était simplement le quota alloué au site qui était atteint. Des promotions douteuses et le remplacement des numéros de téléphone des hôtels par celui du site faisaient partie des autres griefs.

## Concurrence
Alors que Fodor's, guide américain fondé en 1949, publie un classement des endroits où ne pas aller, pour les préserver,, dans une autre optique de tourisme durable s'adressant à la clientèle des pays sensibilisés à sa nécessité, Google a concurrencé des prestataires aux touristes comme Kayak, Expedia, ou TripAdvisor, en étant « créateur de technologies » leur permettant d'être « très actifs dans la coproduction de leur expérience touristique ».